# Irga zwyczajna
Irga zwyczajna, irga pospolita (Cotoneaster integerrimus Medik) – gatunek krzewu z rodziny różowatych. Rodzime obszary jego występowania to Azja i Europa. W Polsce występuje w stanie dzikim głównie na południu: Sudety, Karpaty, Wyżyna Małopolska. W wielu krajach, również w Polsce jest uprawiany jako roślina ozdobna.

## Morfologia
PokrójSilnie rozgałęziony liściasty i dość luźny krzew o wysokości do 1,5 m wysokości.
LiściePojedyncze, całobrzegie, jajowatookrągławe, pod spodem białawo kutnerowate. Jesienią przebarwiają się na żółto lub pomarańczowo.
KwiatyDrobne, różowawe, zebrane w skąpokwiatowe krótkie grona.
OwoceDrobne, jabłkowate, niemal kuliste, czerwone lub purpurowoczerwone, wewnątrz mączyste.
Gatunki podobneBardzo podobna jest irga kutnerowata występująca w Polsce tylko w Tatrach. Najłatwiej rozróżnić je po tym, że irga kutnerowata ma owłosione działki kielicha i hypancjum.

## Biologia i ekologia
Nanofanerofit. Gatunek ciepłolubny, górski, interglacjalny, odporny na mróz i suszę, niezbyt wymagający. Występuje często w reglach na wapieniu od regla dolnego po kosodrzewinę, zwłaszcza nad potokami. Lubi stanowiska kamieniste, słoneczne o glebach, przepuszczalnych ubogich, lekkich, zasobnych w próchnicę. W klasyfikacji zbiorowisk roślinnych, gatunek charakterystyczny dla związku Berberidion. Kwitnie od maja do lipca.